# Węzłówka rufowa

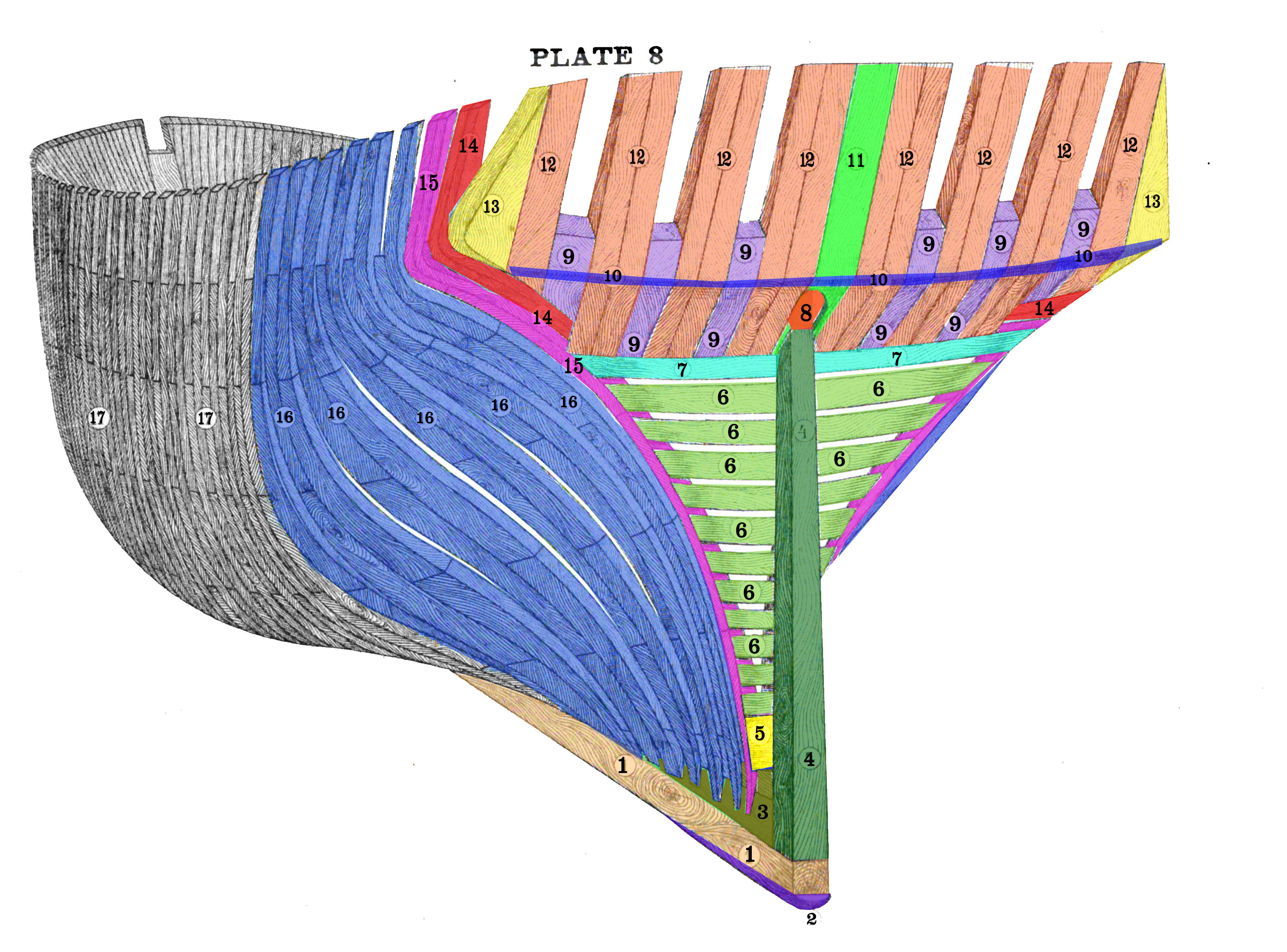
1. Kil (jasnobrzoskwiniowy) 2. Skeg (ciemnofioletowy) 3. Martwe drewno (oliwkowo-szara) 4. Słupek rufowy (leśna zieleń) 5. Klin wypełniający (jasnożółty) 6. Pawęże wypełniające (bladożółto-zielony) 7. Skrzydło pawęż (turkusowy) 8. Port sterowy (pomarańczowy) 9. Kontrbale (jasnofioletowy) 10. Margines (indygo) 11. Drewno rogowe (zielone) 12. Belki rufowe (morelowy) 13. Kontrastory boczne (jasnożółte) 14 Ćwierćwałki (czerwone) 15. Modne drewno (fuksja) 16. Ramy skośne (niebieskie) 17. Ramy kwadratowe (bezbarwne).

Węzłówka rufowa, dejwud, kolano rufowe - wiązanie będące elementem szkieletu jednostki pływającej. Jest elementem wzmacniającym połączenie głównej belki szkieletu, czyli stępki (leżącej na dnie wzdłuż osi jednostki) z główną belką rufy, czyli tylnicą, a gdy tej nie ma to bezpośrednio ze ścianą rufy, czyli pawężą. W przypadku, gdy jednostka nie ma stępki, lub też stępka z powodu dużego nawisu rufowego nie dochodzi do rufy, węzłówka ta może łączyć pawęż ze strzałą konchy (wtedy oddzielna węzłówka łączy stępkę z tylnicą). 
Na statkach stalowych dejwudem nazywana jest konstrukcja pochwy wału śrubowego.